# Stadion Trešnjica
Stadion Trešnjica – stadion piłkarski w Golubovcach w Czarnogórze. Może pomieścić 7000 widzów. Swoje spotkania rozgrywa na nim drużyna FK Zeta.